# Юсуф Караманлі
Юсуф Караманлі (*1766 —4 серпня 1838) — 5-й паша Триполітанії з роду Караманлі у 1795—1832 роках.

## Життєпис

### Боротьба за владу
Молодший син Алі Караманлі, паши Триполі. Народився 1766 року в Триполі. При народжені отримав ім'я Хамза Юсуф. 1790 року було вбито старшого брата Юсуфа — Хасан-бея. За цим середний брат Ахмед оголошений офіційним спадкоємцем. 1791 року батько фактично передав Ахмеду урядування. Тоді проти нього повстав Юсуф, отримавши допомогу арабського племені банунусайр, 1792 року захопив Триполітанію, після чого оголосив себе пашою. 1793 року почав облогу Триполі, де отаборився Ахмед з Алі I.
За цих обставин знать таємно звернулася до османського султана Селім III щодо призначення нового паши, але не з кола Караманлі. В липні 1793 року з османським військом прибув Алі Бургул-паша, на бік якого перейшли сипахи і яничари. Юсуф разом з батьком і братом Ахмедом втік до Тунісу. Тут місцевий бей Хаммуда надав Караманлі допомогу.
У січні 1795 року вдалося відвоювати Триполі. За цим Алі I зрікся влади на користь Ахмеда. У червні 1795 року, скориставшись поїздкою Ахмеда II до м. Таджура, Юсуф захопив Триполі. В Ахмед II зрікся влади, перебравшись на Мальту.

### Панування
1796 року уклав Триполійський договір зі США щодо щорічних виплат в обмін на ненапади на американські судна та викуп полонених. Втім у 1800 році Юсуф Караманлі зажадав збільшення виплат до 225 тис. доларів, що було відкинутопрезидентом Томасом Джефферсоном. Це стало приводом до початку так званною Першої берберійської війни. Караманлі підтримали Туніс, Алжир і Марокко. На боці США виступила Швеція. війна тривала з пеемінним успіхом. Напочатку 1803 року Швеція вимушена була укласти мирний договір, погодившись на нові розміри виплат (шведським володінням загрожувала в цей час Російська імперія).
Війна з США тривала до квітня 1805 року, коли біля м. Дерна в Киренаїці американці спільно з Ахмедом Караманлі завдали поразки триполійському війську. В результаті виникла загроза самому Триполі. Але за посередництва Великої Британії вдалося укласти мир 10 червня 1805 року, за яким Юсуф Караманлі отримував 60 тис. доларів викупу за полонених, але скасовувалися щорічні виплати.
Після цього звернув увагу на зміцнення влади в прикордонних землях. 1810 року приєднав місто Гадамес. 1815 року підтримав під час Другої берберійської війни Алжир і Туніс, проет швидкі дії американської і англо-голландської ескадр змусили швидко Караманлі замиритися.
У 1817 році повстало берберське плем'я аль-джавазі, яке підтримала претендента Мехмеда, онука Юсуфа Караманлі. Несилу його перемогти паша запросив до себе шейх племені, де підступно схопив та стратив. Потім атакував аль-джавазі, вбивши 10 тис. осіб. Мехмед і рештки втекли до Єгипту.
1819 року біля Триполі з'явився франко-британський флот, який змусив пашу звільнити усіх рабів-християн. З цього часу все більше послаблюється піратство, яке мала значний внесок в економіку держави Караманлі. За цих обставин Юсуф почав розвивати транссахарську торгівлю та збільшувати податки над підвладними племенами.
1823 року відправив свій флот на допомогу Османській імперії для придушення повстання греків. Він діяв біля Пелопоннесу до 1825 року. 1824 року проти нього повстав родич Мехмед ібн Алі, але був швидко переможений. Того ж року знову поновив піратські рейди. У відповідь сардинський і сицилійський флот у 1825 і 1826 роках відповідно здійснили бомбардуванняміст під владою Караманлі. 1826 році онук Мехмед знову спробував повалити юсуфа, але марно.
1832 року не відчуваючи здатності протистояти численних заколотам і повстання, зрікся влади на користь сина Алі II. В цей час онук Юсуфа — Мехмед — втретє спробував захопити владу, взявши в облогу Триполі. Втім це не припинило війну, в яку втрутилися Франція, Велика Британія та Османська імперія. Зрештою 1835 року османський військовик Мустафа Наджиб-паша захопив Триполі, усіх членів родини Караманлі, окрім Юсуфа, що залишився в Триполі, та його онука Ахмеда, що втік до Мальтии, було відправлено до Стамбулу. Влада османських пашей в Триполітанія була відновлена. Сам Юсуф Караманлі помер в Триполі у 1838 році.